# 19 Puppis
19 Puppis (również NGC 2542) – gwiazda podwójna znajdująca się w gwiazdozbiorze Rufy. John Herschel obserwował ją 11 grudnia 1836 roku i, podejrzewając ją o posiadanie mgławicy, umieścił w swoim katalogu obiektów mgławicowych.
19 Puppis znajduje się w odległości ok. 177 lat świetlnych od Słońca. Główny składnik ma jasność obserwowaną 4,72m i jest olbrzymem należącym do późnego typu widmowego G. Drugi składnik jest wielokrotnie słabszy – ma jasność 11,2m i znajduje się w odległości 2,1 sekundy łuku od głównej gwiazdy.